# Мате Тројановић
Мате Тројановић (Метковић, 20. мај 1930 — Марибор, 27. март 2015) био је југословенски репрезентативац у веслању и заслужни спортиста Југославије. 
По занимању био је ветеринар. Веслањем се почео бавити 1946. године, као члан ВК Гусар из Сплита.
Био је вишетруки првак Југославија у јуниорској и сениорској конкуренцији. Шест пута је био првак Југославије, од тога четири пута у четверцу без кормилара. Учествовао је на три европска првенства у Милану 1950, Макону 1951. и Копенхагену 1953.
На Олимпијским играма 1952 у Хелсинкију је у четверцу без кормилара освојио прву златну медаљу за југословенски веслачки спорт. Посада победниког четверца била је у саставу: Дује Боначић, Петар Шегвић, Мате Тројановић и Велимир Валента.